# Nisizava Akinori
Nisizava Akinori (Sizuoka, 1976. június 18. –) japán válogatott labdarúgó.
A japán válogatott tagjaként részt vett a 2002-es világbajnokságon.

## Statisztika
| Japán válogatott | Japán válogatott | Japán válogatott |
| Időszak          | Mérk.            | gól              |
| ---------------- | ---------------- | ---------------- |
| 1997             | 5                | 2                |
| 1998             | 0                | 0                |
| 1999             | 0                | 0                |
| 2000             | 11               | 6                |
| 2001             | 8                | 1                |
| 2002             | 5                | 1                |
| Összesen         | 29               | 10               |